# Jovan
Jovan (serbokroatisch-kyrillisch Јован) ist eine slawische Variante des Vornamens Johannes. Die hebräische Namenswurzel bedeutet „der Herr ist gnädig“. Während in den meisten slawischen Sprachen die Variante Iwan (bzw. Ivan) gebräuchlich ist, ist vor allem im Serbischen und Mazedonischen die Variante Jovan üblich. Die weibliche Form lautet Jovana.

## Namensträger

### Vorname
- Jovan Aćimović (* 1948), jugoslawischer Fußballspieler
- Jovan Alexandre (* 1988), US-amerikanischer Jazzmusiker
- Jovan Arsenić (* 1974), serbischer Filmregisseur und Drehbuchautor
- Jovan Bandur (1899–1956), jugoslawischer Komponist
- Jovan Cvijić (1865–1927), jugoslawischer Geograph
- Jovan Damjanović (* 1982), serbischer Fußballspieler
- Jovan Delić (* 1949), serbischer Literaturwissenschaftler
- Jovan Divjak (1937–2021), bosnischer General
- Jovan Kirovski (* 1976), US-amerikanischer Fußballspieler
- Jovan Nenad († um 1527), serbischer Anführer
- Jovan Pavlović (1936–2014), kroatischer serbisch-orthodoxer Bischof
- Jovan Perišić (* 1972), bosnisch-serbischer Sänger
- Jovan Ristić (1831–1899), serbischer Politiker
- Jovan Vraniškovski (* 1966), mazedonischer Geistlicher
- Jovan Jovanović Zmaj (1833–1904), serbischer Dichter

### Familienname
- Matej Jovan (* 1970), slowenischer Skirennläufer
- Slavitza Jovan (* 1954), serbische Schauspielerin und ehemaliges Model